# 布尔日
布尔日（法語：Bourges，法語發音：[buʁʒ] ⓘ），法国中部城市，中央-卢瓦尔河谷大区谢尔省的一个市镇，也是该省的省会，下辖布尔日区，同时与周边市镇组成布尔日城市圈公共社区。其市镇面积为68.74平方公里，2022年1月1日的人口数量为64,238，是该省人口最多的市镇，在法国城市中排名第78位。
布尔日位于谢尔省中部，耶夫尔河畔，是一个区域性的中心城市，多条公路和铁路在此交汇。布尔日是法国艺术与历史之城，中世纪时为贝里行省的首府，并长期为一个重要的宗教政治中心，布尔日主教座堂是这一地区的标志性建筑，已于1992年被列入世界文化遗产名录。

## 地名来源
“布尔日”一名来源于这一地区在高卢时期的比图里格斯部落，其都城即为现代布尔日城的前身。

## 历史

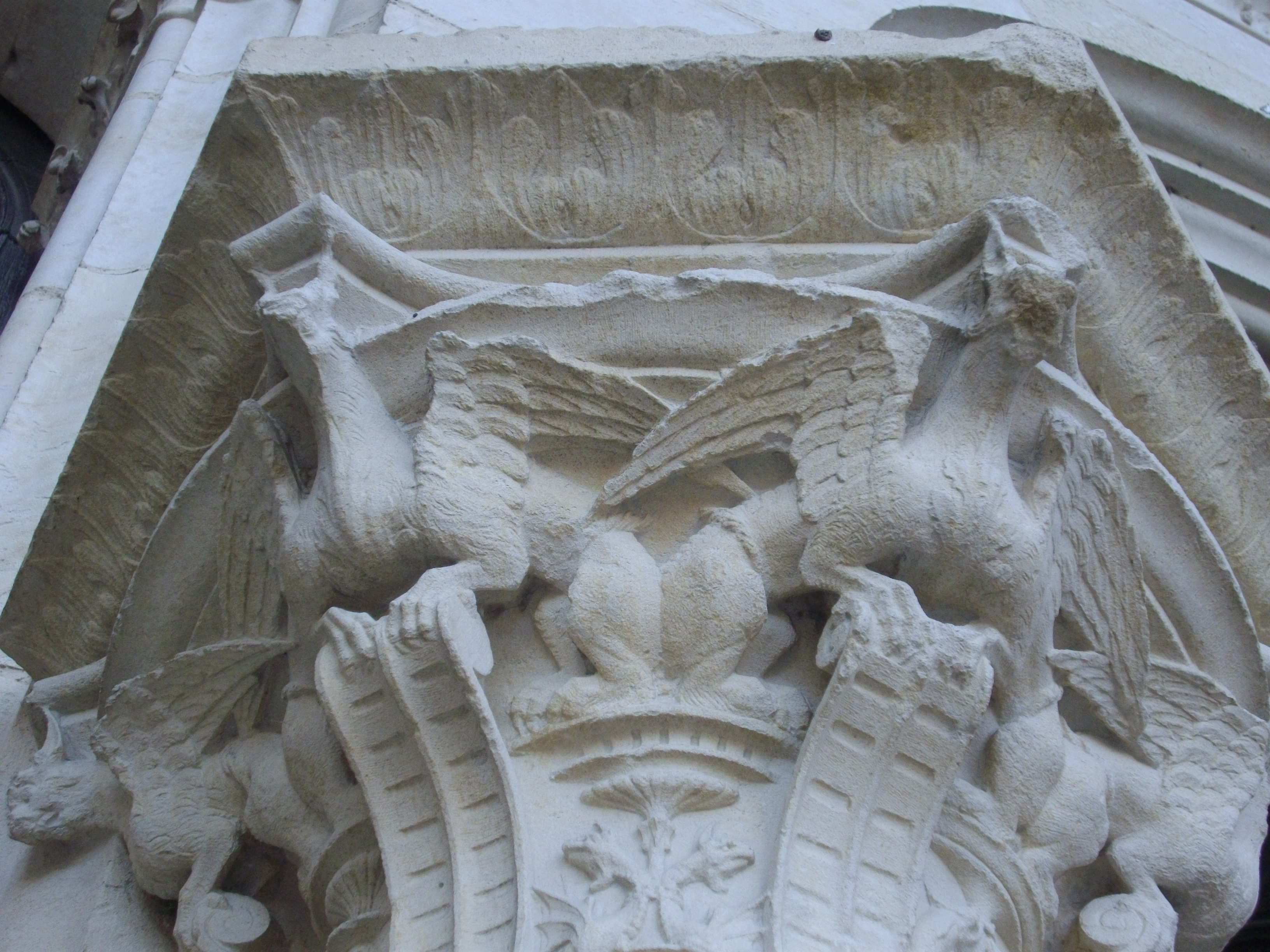
布尔日大教堂上的雕塑

布尔日历史悠久，在高卢时期为比图里格斯人的活动范围，其在耶夫尔河畔大兴土木，建成阿瓦里库姆，并在其首领安比加托斯的带领下，逐渐发展成为一个商业中心。公元前52年，罗马人入侵高卢，比图里格斯以及维钦托利带领的阿维尔尼军队在阿瓦里库姆与罗马军队发生了激烈的战争，史称“阿瓦里库姆战役”，但最终失败，罗马人入主了这一地区。此后比图里格斯人向法国南部迁徙，并形成了多个新的部落，其中前往加龙河下游附近的维维斯克人兴建了布尔迪加拉，后发展成为现代波尔多城。罗马人入主阿瓦里库姆后，将布尔日设为一个总主教，并兴建了城墙等设施。中世纪早期，布尔日为阿基坦王国的土地。公元762年，法兰克国王矮子丕平将布尔日收归为加洛林王朝的土地。公元1195年，巴黎主教奥东拨款支持其旁系亨利，后者将这笔拨款用于改建布尔日大教堂，后于1230年完工，并于1234年加冕，布尔日也由此确立了其在贝里地区的首府地位。公元14世纪，法兰西国王查理五世之兄约翰获得了贝里，其威望使得布尔日成为了一个重要的文化和手工业中心。1463年，路易十一创办了布尔日大学，成为法国乃至整个西欧文艺复兴的思想中心，安德烈亚·阿尔恰托、雅克·屈雅等思想家均在此进修。法国大革命后，布尔日大学被撤销，布尔日也成为了谢尔省的省会。1944年，布尔日的多个街区遭到联军的轰炸。1977年起，布尔日创办“布尔日之春”音乐节，成为法国重要的文化节日。

## 地理

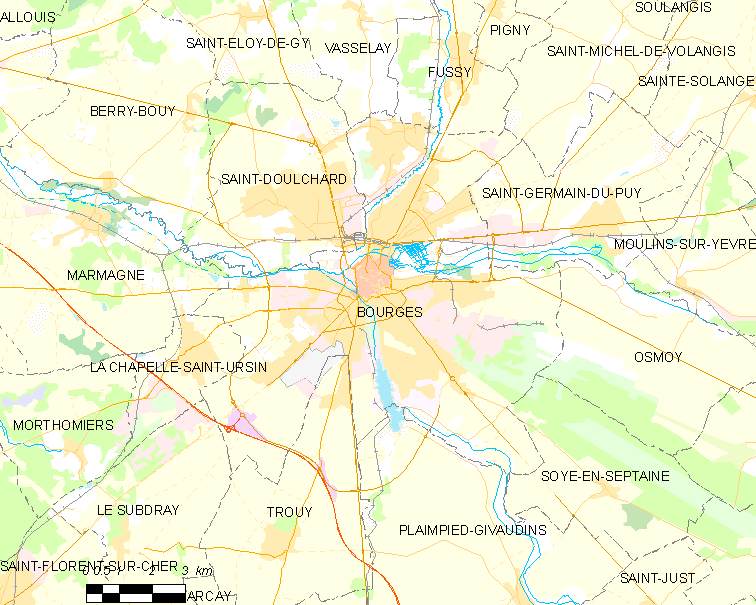
布尔日市镇范围地图

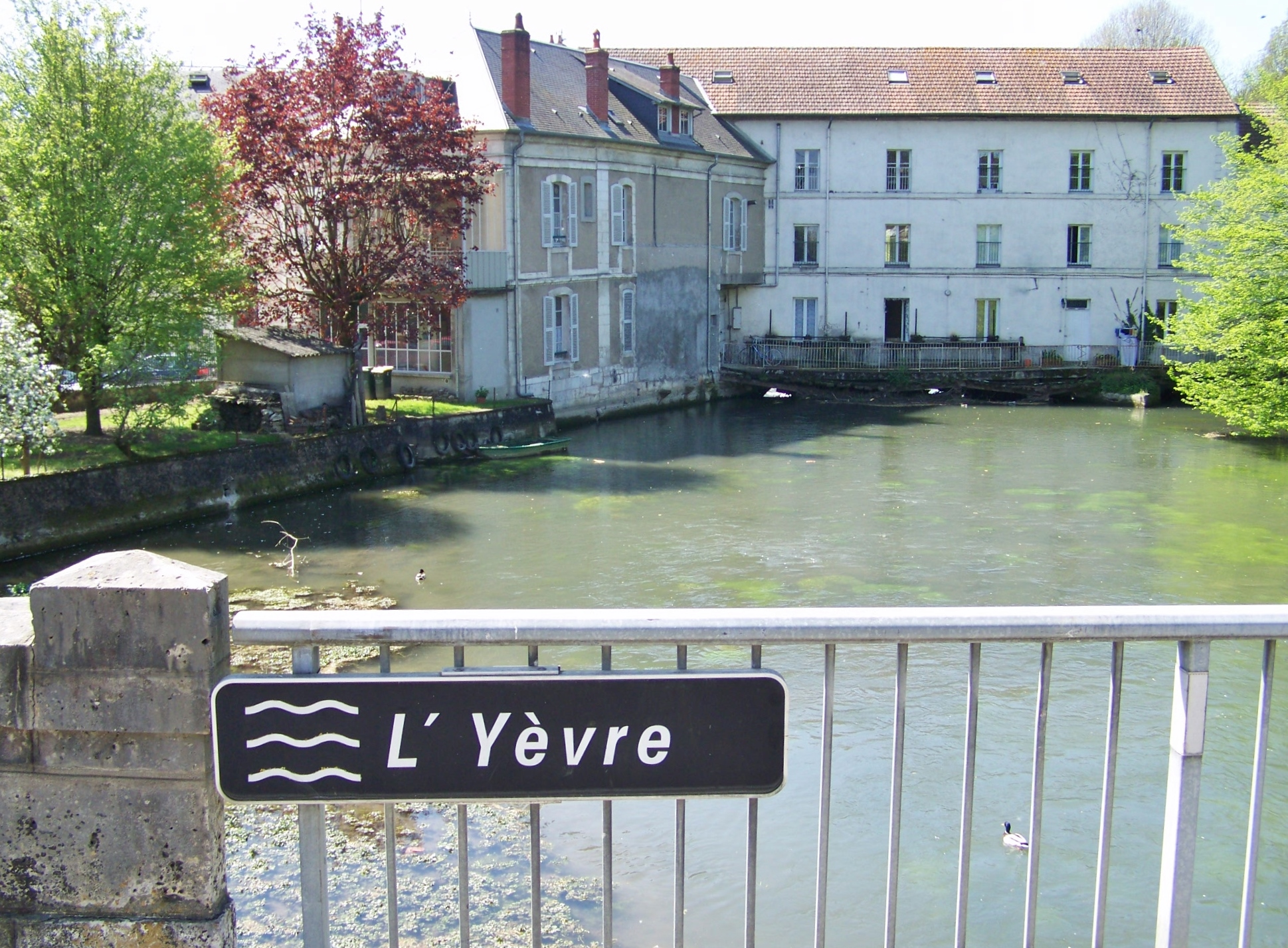
流经布尔日的耶夫尔河

布尔日位于法国中部，中央-卢瓦尔河谷大区东南部和谢尔省中部，距离大区首府奥尔良大约120公里，距离法国首都巴黎大约230公里。

### 地形
布尔日位于贝里平原腹地，境内地势平坦，海拔在120到169米之间。

### 水文
耶夫尔河自东向西流经布尔日市区北部，并形成辫状水系，属于卢瓦尔河流域。布尔日市区南部则有欧龙谷湖。

### 植被
布尔日属于温带落叶林区，市区东北部的马赖花园（Jardins des Marais de Bourges）内溪流纵横，是当地重要的湿地公园，林地则多分布于河流两岸及市区东部的部分区域。
在鲜花城市的评比中，布尔日被评为4星级（最高级）鲜花城市。

### 气候
布尔日在柯本气候分类法中属于温带海洋性气候，年温差较小，降水分布均匀。
布尔日境内设有气象站，以下为该气象站的数据：
| 布尔日1981年－2019年 | 布尔日1981年－2019年 | 布尔日1981年－2019年 | 布尔日1981年－2019年 | 布尔日1981年－2019年 | 布尔日1981年－2019年 | 布尔日1981年－2019年 | 布尔日1981年－2019年 | 布尔日1981年－2019年 | 布尔日1981年－2019年 | 布尔日1981年－2019年 | 布尔日1981年－2019年 | 布尔日1981年－2019年 | 布尔日1981年－2019年 |
| 月份                 | 1月                  | 2月                  | 3月                  | 4月                  | 5月                  | 6月                  | 7月                  | 8月                  | 9月                  | 10月                 | 11月                 | 12月                 | 全年                 |
| -------------------- | -------------------- | -------------------- | -------------------- | -------------------- | -------------------- | -------------------- | -------------------- | -------------------- | -------------------- | -------------------- | -------------------- | -------------------- | -------------------- |
| 历史最高温 °C（°F）  | 17.6 (63.7)          | 22.8 (73.0)          | 29.4 (84.9)          | 29.4 (84.9)          | 32 (90)              | 39.5 (103.1)         | 41.7 (107.1)         | 39.9 (103.8)         | 35.1 (95.2)          | 31.7 (89.1)          | 23.4 (74.1)          | 20 (68)              | 41.7 (107.1)         |
| 平均高温 °C（°F）    | 6.9 (44.4)           | 8.5 (47.3)           | 12.5 (54.5)          | 15.5 (59.9)          | 19.6 (67.3)          | 23.1 (73.6)          | 26.0 (78.8)          | 25.6 (78.1)          | 21.8 (71.2)          | 17.0 (62.6)          | 10.7 (51.3)          | 7.4 (45.3)           | 16.2 (61.2)          |
| 日均气温 °C（°F）    | 4.0 (39.2)           | 4.8 (40.6)           | 8.0 (46.4)           | 10.4 (50.7)          | 14.4 (57.9)          | 17.7 (63.9)          | 20.2 (68.4)          | 19.9 (67.8)          | 16.4 (61.5)          | 12.7 (54.9)          | 7.4 (45.3)           | 4.6 (40.3)           | 11.7 (53.1)          |
| 平均低温 °C（°F）    | 1.1 (34.0)           | 1.1 (34.0)           | 3.4 (38.1)           | 5.3 (41.5)           | 9.2 (48.6)           | 12.4 (54.3)          | 14.4 (57.9)          | 14.1 (57.4)          | 11.1 (52.0)          | 8.3 (46.9)           | 4 (39)               | 1.8 (35.2)           | 7.2 (44.9)           |
| 历史最低温 °C（°F）  | −20.4 (−4.7)         | −16.4 (2.5)          | −11.3 (11.7)         | −3.7 (25.3)          | −2.6 (27.3)          | 3.4 (38.1)           | 4.6 (40.3)           | 4.6 (40.3)           | 1.8 (35.2)           | −5 (23)              | −9.1 (15.6)          | −14 (7)              | −20.4 (−4.7)         |
| 平均降水量 mm（）    | 55.2 (2.17)          | 52 (2.0)             | 53.2 (2.09)          | 62.4 (2.46)          | 78.6 (3.09)          | 60.5 (2.38)          | 66.1 (2.60)          | 55 (2.2)             | 59.7 (2.35)          | 71.7 (2.82)          | 65.7 (2.59)          | 67.8 (2.67)          | 747.9 (29.42)        |
| 月均日照時數         | 67.9                 | 88.6                 | 151                  | 175.7                | 210                  | 224.9                | 239                  | 232.7                | 185.8                | 124.5                | 72.2                 | 55.3                 | 1,827.6              |
| 来源：climat-data    |                      |                      |                      |                      |                      |                      |                      |                      |                      |                      |                      |                      |                      |

## 行政区划

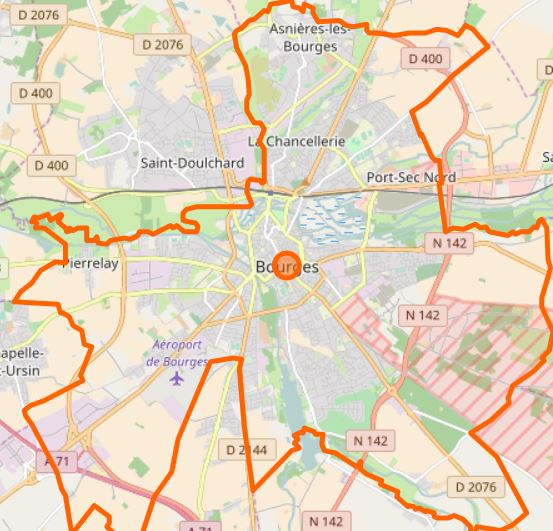
布尔日市镇范围

布尔日是法国中央-卢瓦尔河谷大区谢尔省的一个市镇，编号为18033，它也是谢尔省的省会。布尔日下辖布尔日区，隶属于谢尔省第一、二和三选区，管理布尔日第一县、第二县、第三县和第四县，同时也是布尔日城市圈公共社区的办公驻地。
布尔日市镇被划为六个街区，自2008年起实行街区自治制度。
法国国家统计与经济研究所（简称）在进行数据统计时，将布尔日及相邻的另外3个市镇设为布尔日城市核心区，并将包括核心区在内的周边共71个市镇划为布尔日城市区。自2020年起，布尔日城市区被包含112个市镇的布尔日城市辐射区代替。此外，还将布尔日市镇分为了28个“块区”（IRIS），以便于统计人口分布情况。

## 交通

### 公路
法国A71高速公路经过布尔日市区西南部，并设有出入口可连接布尔日市区；法国国道N151线呈东北-西南走向经过布尔日，并设有环城过境通道；另有多条谢尔省省道在布尔日境内交汇。
中央-卢瓦尔河谷大区开行由布尔日前往伊苏丹及沙托鲁方向的汽车线路，并有校车线路可前往周边部分市镇。一些跨国客运公司也提供途径布尔日的长途汽车线路，可前往巴黎、奥尔良、南特、蒙彼利埃、马赛、里昂、图尔等地。
2017年，65.3%的布尔日家庭拥有至少一辆私人汽车。2019年，布尔日境内共发生各类交通事故23起，造成1人遇难，27人受伤。

### 铁路

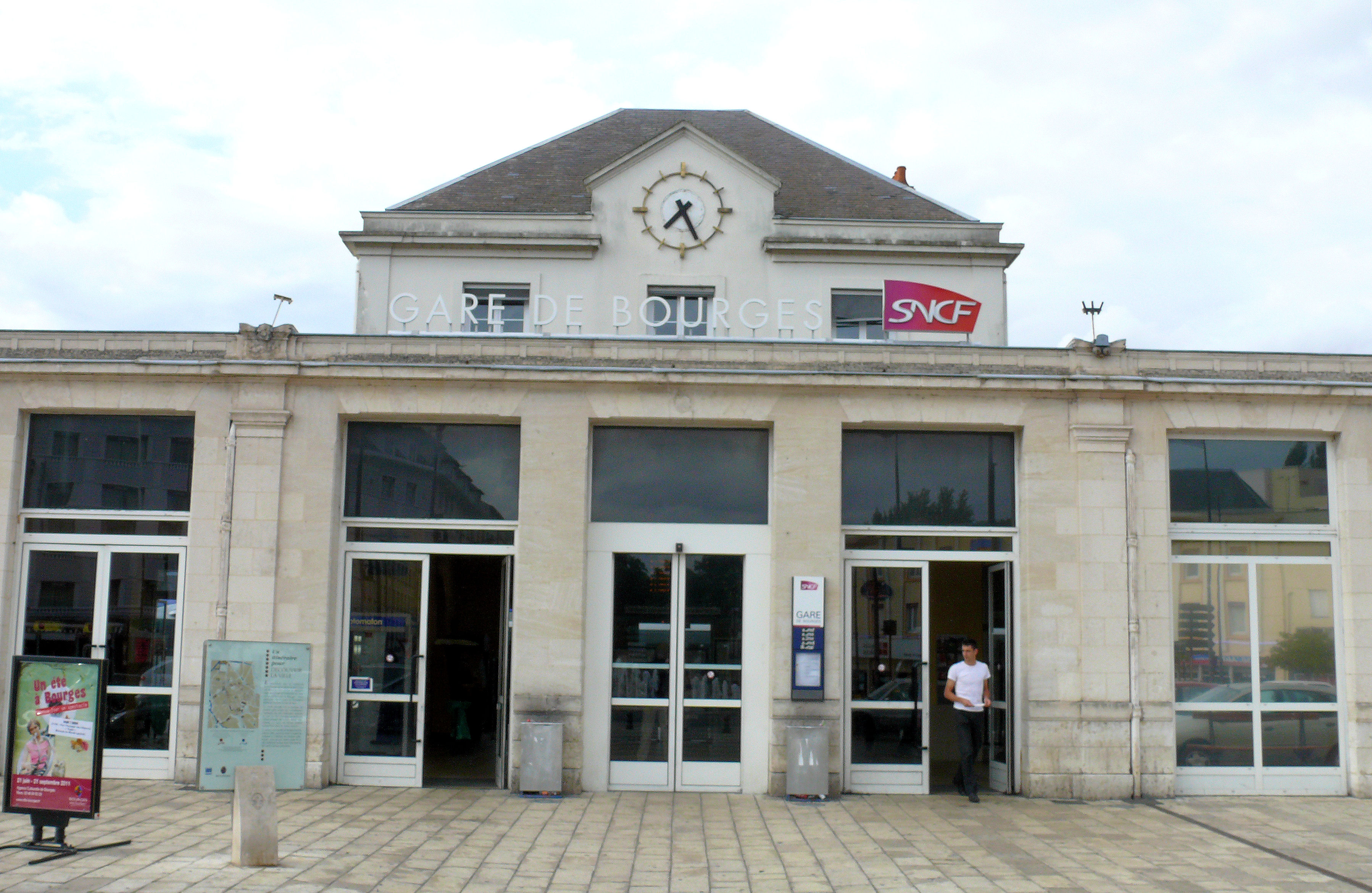
布尔日火车站

布尔日位于维耶尔宗－桑凯兹铁路和布尔日－米耶卡兹铁路的交汇处，历史上还有向北延伸的欧西-瑞朗维尔－布尔日铁路，是一个区域性的铁路枢纽。布尔日站位于布尔日市区以北，是布尔日境内唯一的铁路客运车站，该站每天开行四班直达巴黎的快速区域列车（Rémi Express，在2019年5月以前为城际列车），停靠往返于南特和里昂之间的城际列车，同时开行前往奥尔良、图尔、讷韦尔、蒙吕松等地的区域列车。
巴黎－奥尔良－克莱蒙费朗－里昂高速铁路计划通过布尔日，但因财政原因而自2018年起无限期搁浅。

### 航空
布尔日飞行场位于布尔日市区西南，无商业航线运营。距离布尔日最近的民用航空站为图尔-卢瓦尔河谷机场，距离布尔日市区约150公里。

### 城市公共交通
布尔日城市公共交通由RATP Dev运营，其商业名称为，线路网包括16条常规公交线路、4条周日线路、2条定制公交线路和多条校车线路，路网覆盖了整个布尔日城市圈公共社区。

## 政治

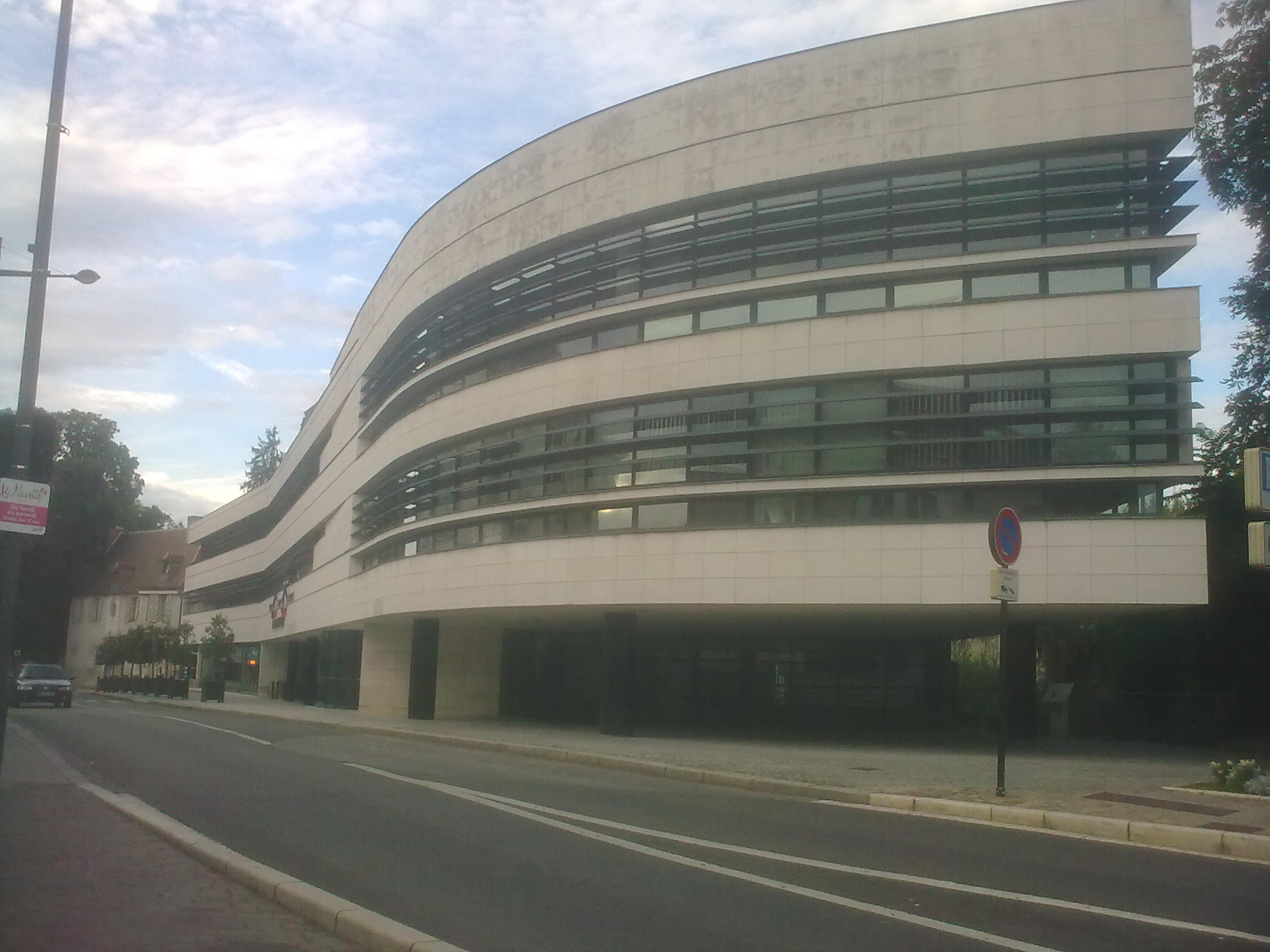
布尔日市政厅大楼

布尔日的现任市长为亚恩·加吕先生，他是社会党的一名成员，在2020年的市政选举中获得了54.95%的支持率。
在2017年的法国总统大选中，法国第25任总统埃马纽埃尔·马克龙在布尔日获得了74.64%的支持率。
| 布尔日历届市长 |                    |                                                       |
| 任期           | 市长               | 党派                                                  |
| 1944年－1947年 | 夏尔·科谢          | SFIO工人国际法国支部                                  |
| 1947年－1948年 | 亨利·萨勒          | 不详                                                  |
| 1948年－1953年 | 安德烈·科特内      | 不详                                                  |
| 1953年－1959年 | 路易·马莱          | DVD右翼无党派人士                                     |
| 1959年－1977年 | 雷蒙·布瓦代        | CNIP全国独立人士与农民中心 →FNRI共和独立人士民族联盟  |
| 1977年－1993年 | 雅克·兰博          | PCF法国共产党                                         |
| 1993年－1995年 | 让-克洛德·桑德里耶 | PCF法国共产党                                         |
| 1995年－2004年 | 塞尔热·勒佩尔蒂耶  | UPR进步者联盟 →UMP人民运动联盟                        |
| 2004年－2005年 | 洛朗·沙米奥        | UMP人民运动联盟                                       |
| 2005年－2014年 | 塞尔热·勒佩尔蒂耶  | UMP人民运动联盟 →RAD激进党 →UDI民主人士和独立人士联盟 |
| 2014年－2020年 | 帕斯卡尔·布朗      | UDI民主人士和独立人士联盟 →MRD改革者运动              |
| 2020年－       | 亚恩·加吕          | PS社会党                                              |

## 人口
2018年，布尔日市镇人口数量为64,668，在法国排名第83位。其中男性30,567人，女性33,984人，75岁及以上人口占10.1%，外籍人口数量为17,704人，人口密度为941人/平方公里，当地居民被称为（男性）或（女性）。2019年，布尔日境内出生710人，死亡人口827人。
| 年份   | 1936   | 1946   | 1954   | 1962   | 1968   | 1975   | 1982   | 1990   | 1999   | 2006   | 2011   | 2016   | 2018   |
| ------ | ------ | ------ | ------ | ------ | ------ | ------ | ------ | ------ | ------ | ------ | ------ | ------ | ------ |
| 人口數 | 49,263 | 51,040 | 53,879 | 60,632 | 70,814 | 77,300 | 76,432 | 75,609 | 72,480 | 70,828 | 66,602 | 65,555 | 64,668 |

## 经济
布尔日是法国中部的一个区域性工商业中心，是中央-卢瓦尔河谷大区的第三大城市，亦是谢尔省工商会的所在地。
截至2021年5月，布尔日共有各类用人单位8,666家，平均历史为18年，其中97.45%为中小型企业（PME）。（冷饮生产）、（科技设备制造）及（汽车销售）是当地2019年营业额最高的三个企业，分别为115,902,831欧元、90,306,400欧元和57,048,000欧元。

## 财政收入
2019年，布尔日的财政收入总额为92,563,600欧元，财政支出总额为79,588,800欧元，当年的债务总额为116,032,000欧元。2020年，布尔日共获得15,281,704欧元的国家财政补助，与上一年基本持平。
2017年，布尔日的人均月收入总额为2,093欧元，其中高级职员为3,677欧元，低于法国平均水平（4,214欧元）；中级职员为2,202欧元，低于法国平均水平（2,353欧元）；普通职员为1,632欧元，亦低于法国平均水平（1,690欧元）。
2017年，布尔日境内的青壮年（15至64岁）失业率为16.6%，当地51%的家庭拥有纳税资格，平均纳税2,814欧元，低于法国平均水平（3,888欧元）。

## 社会事务

### 教育

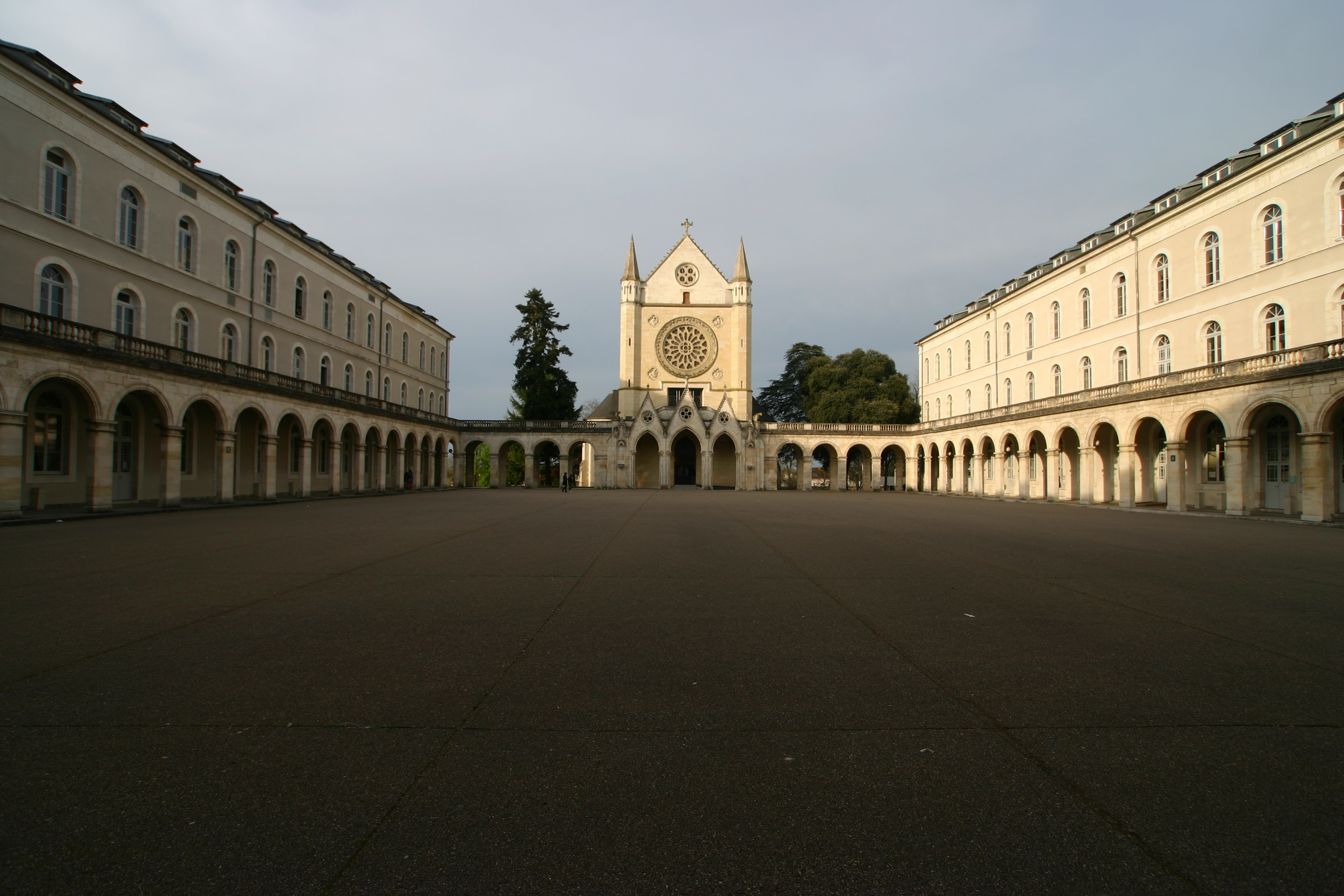
雅克·柯尔高级中学

布尔日属于奥尔良-图尔学区。截止2017年1月1日，布尔日境内共有18所幼儿园、25所小学、8所初级中学、6所普通高中、0所农业高中和6所职业高中。 2018至2019学年度，布尔日境内共有学生9414名。
在高等教育方面，国立中央-卢瓦尔河谷大区应用工程师学院在布尔日设有分院，奥尔良大学也在布尔日设有分校区，并设有一个应用科技学院。国立布尔日高等艺术学校是法国的一所高等艺术学府。

### 医疗
截止2019年1月1日，布尔日境内共有全科医生67名、保健师62名、牙医45名、护士63名、耳科医生4名、眼科医生6名、皮肤科医生3名、助产士5名、儿科医生5名和妇科医生5名。境内共有药房30家、养老院11家、残疾人帮扶中心7家。
布尔日中心医院（Centre hospitalier de Bourges）是法国的一个区域性医疗机构，其主病区雅克·柯尔中心医院（Centre hospitalier Jacques Coeur）位于布尔日市中心，设有916个床位，是当地规模最大的公立综合性医院。

### 住房

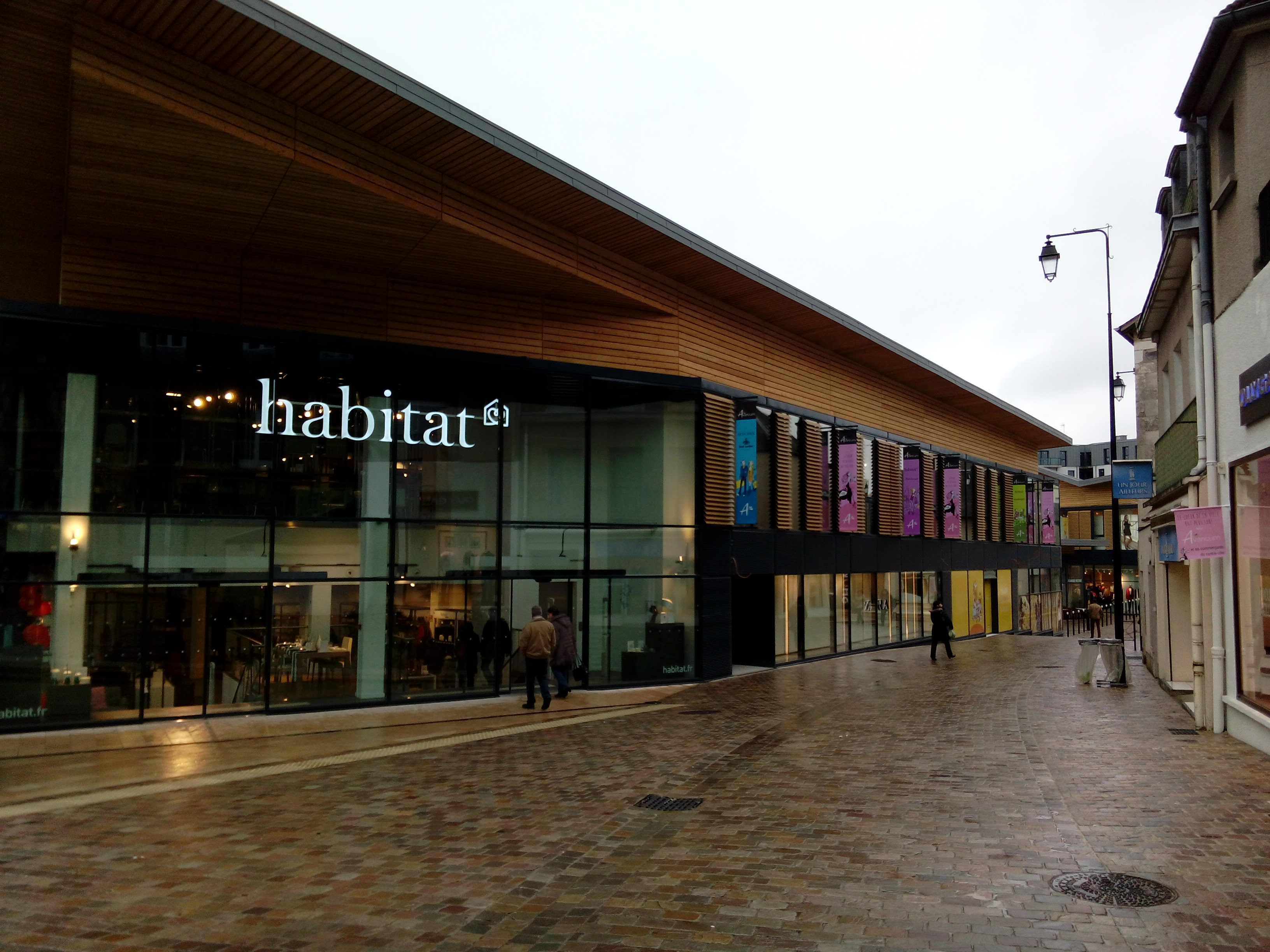
市中心的阿瓦里库姆商业区

2017年，布尔日境内共有各类住房38,717套，其中44.8%为独立式居民区，54.6%为集中式居民区。常住房屋占布尔日市镇范围内居民建筑总量的82.8%。集中式居民区主要位于市区北部，铁路线北侧，大部分建于20世纪60年代，其中一些建筑因缺乏维护而于2010年被拆除。
在住房保障政策方面，2017年，布尔日境内共有10,382户家庭获得了住房经济补助，受益人数占总人口数量的16.1%，其中10,007份为房租补助。

### 商业
2019年，布尔日境内共有各类实体商铺1,440家，其中餐厅226家、大型超市15家、杂货店26家、面包房45家、肉铺25家、书店20家、装饰品店5家、银行门店56家、美容美发店107家、汽车维修店60家。市区北部的圣杜尔沙和市区东部的圣日耳曼迪皮境内均建有大型开放式商业街区。

### 体育
2019年，布尔日境内共有2家游泳池、14间体育馆、4座综合体育场、30处网球场、3处马术场、16处足球或橄榄球场、6处篮球或排球场以及1处高尔夫球场。
布尔日因其女篮而闻名，布尔日探戈篮球俱乐部成立于1967年，其女子队获得过14次法国女子篮球联赛冠军。
截至2021年5月，布尔日境内共有10家注册足球俱乐部。其中布尔日足球俱乐部是当地代表性的足球队，2021至2022赛季参加法国全国乙组联赛（法丁）。其主场雅克·兰博球场可同时容纳超过九千名观众，是当地规模最大的体育设施。

### 环境

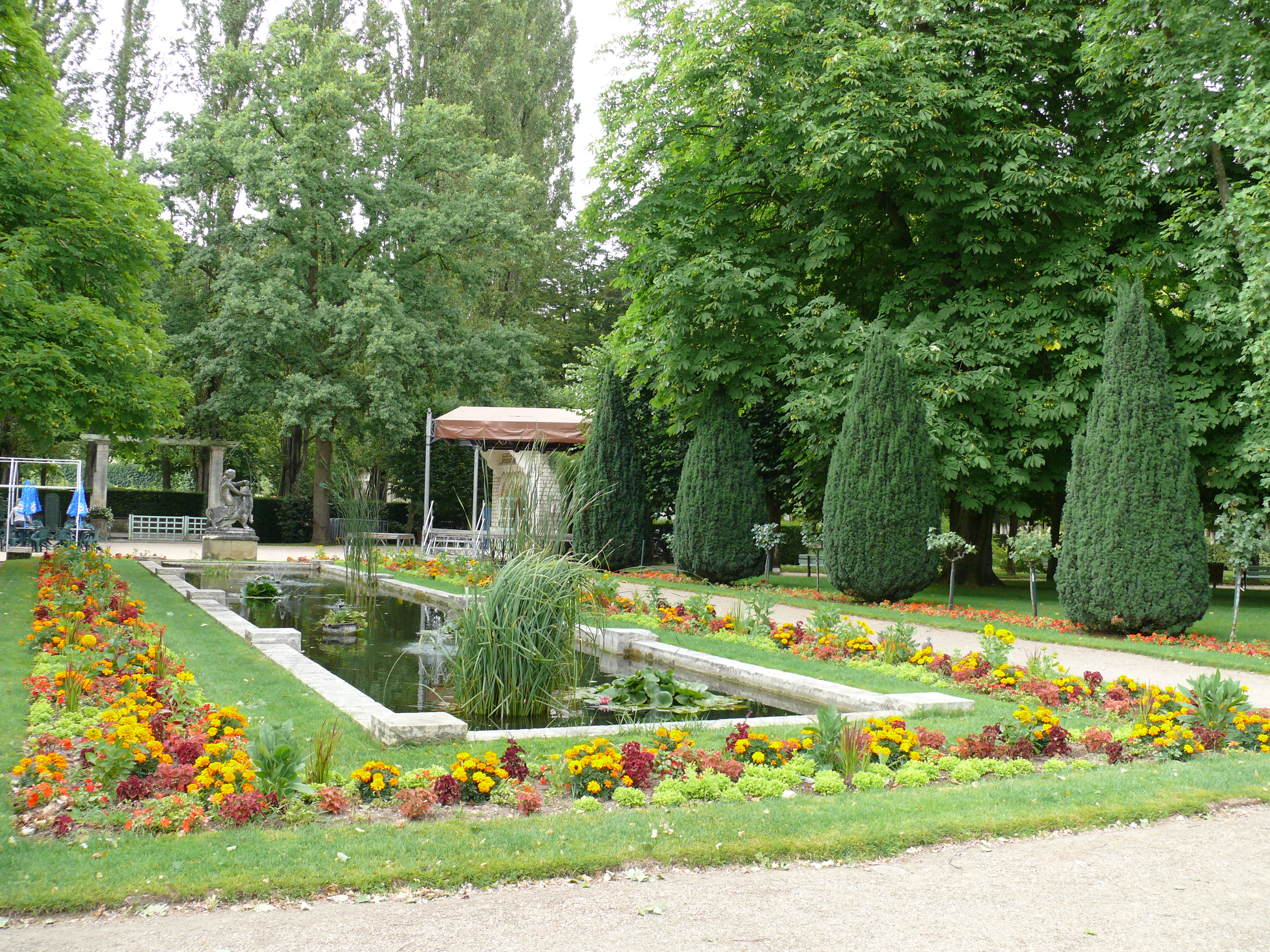
普雷-菲绍花园

布尔日的环境事务由其所属的公共社区负责。2015年，布尔日境内共有14家污染企业。

### 治安
2019年，布尔日市镇范围内有1处派出所。
2014年，布尔日及附近地区共发生各类案件4,926起，其中盗窃类案件3,243起，经济类案件565起，毒品交易类案件212起。

## 文化
2017年，布尔日境内共有1个剧场、2个电影院、5个博物馆和1个音乐厅。贝里博物馆建成于19世纪初，是当地重要的地方性文化设施。布尔日之春是当地重要的文化性节日，每天春季举办。

### 建筑
布尔日主教座堂，全名为“布尔日圣艾蒂安大教堂”（Cathédrale Saint-Étienne de Bourges），是当地的标志性建筑物，自1992年被列入世界文化遗产名录。除此之外，布尔日境内有多处历史建筑，其中雅克·柯尔宫、总主教宫、布尔日圣母堂等为法国国家文物保护单位。贝里博物馆则是当地的一个地方性历史文化博物馆。

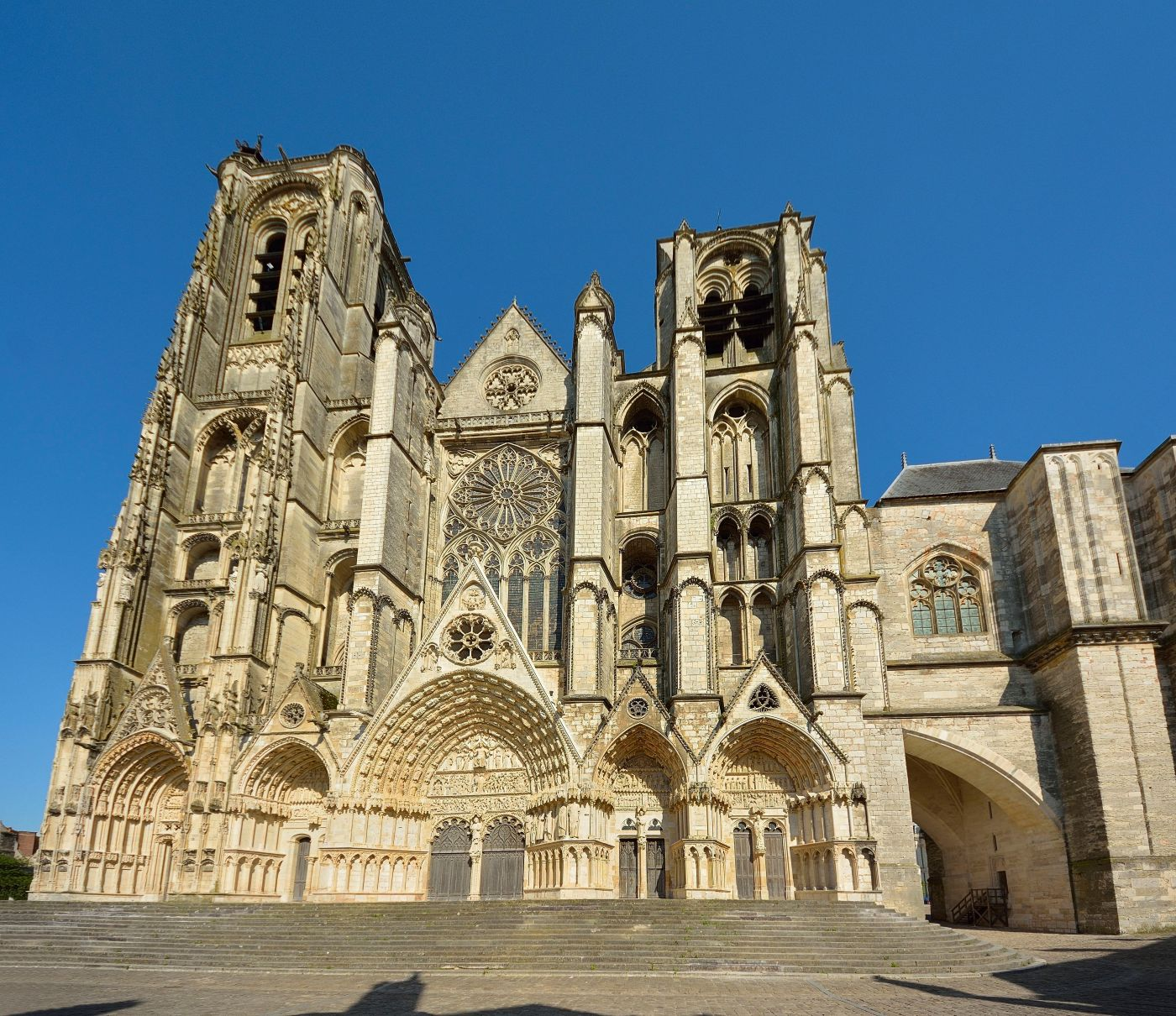
布尔日主教座堂
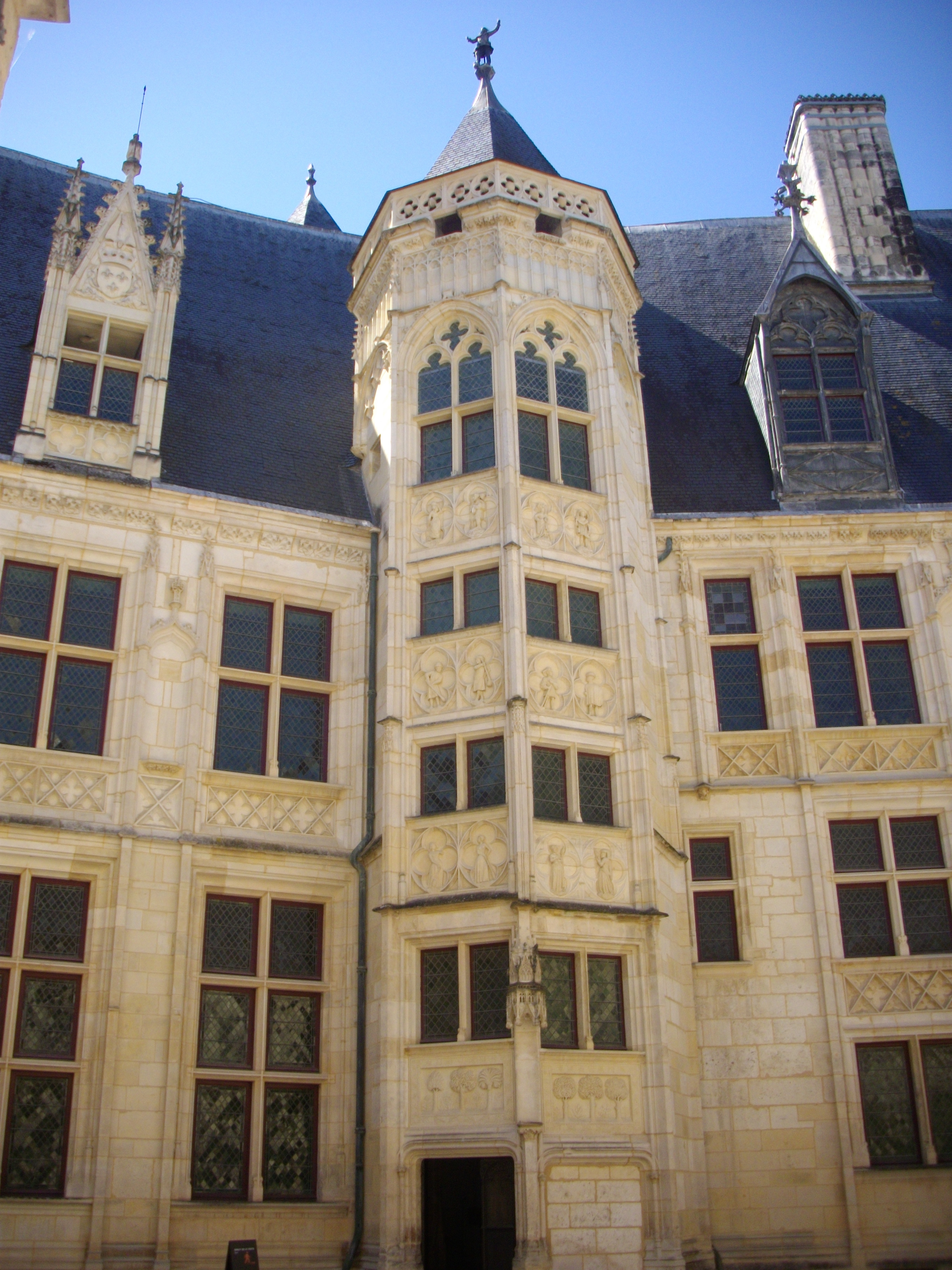
雅克·柯尔宫
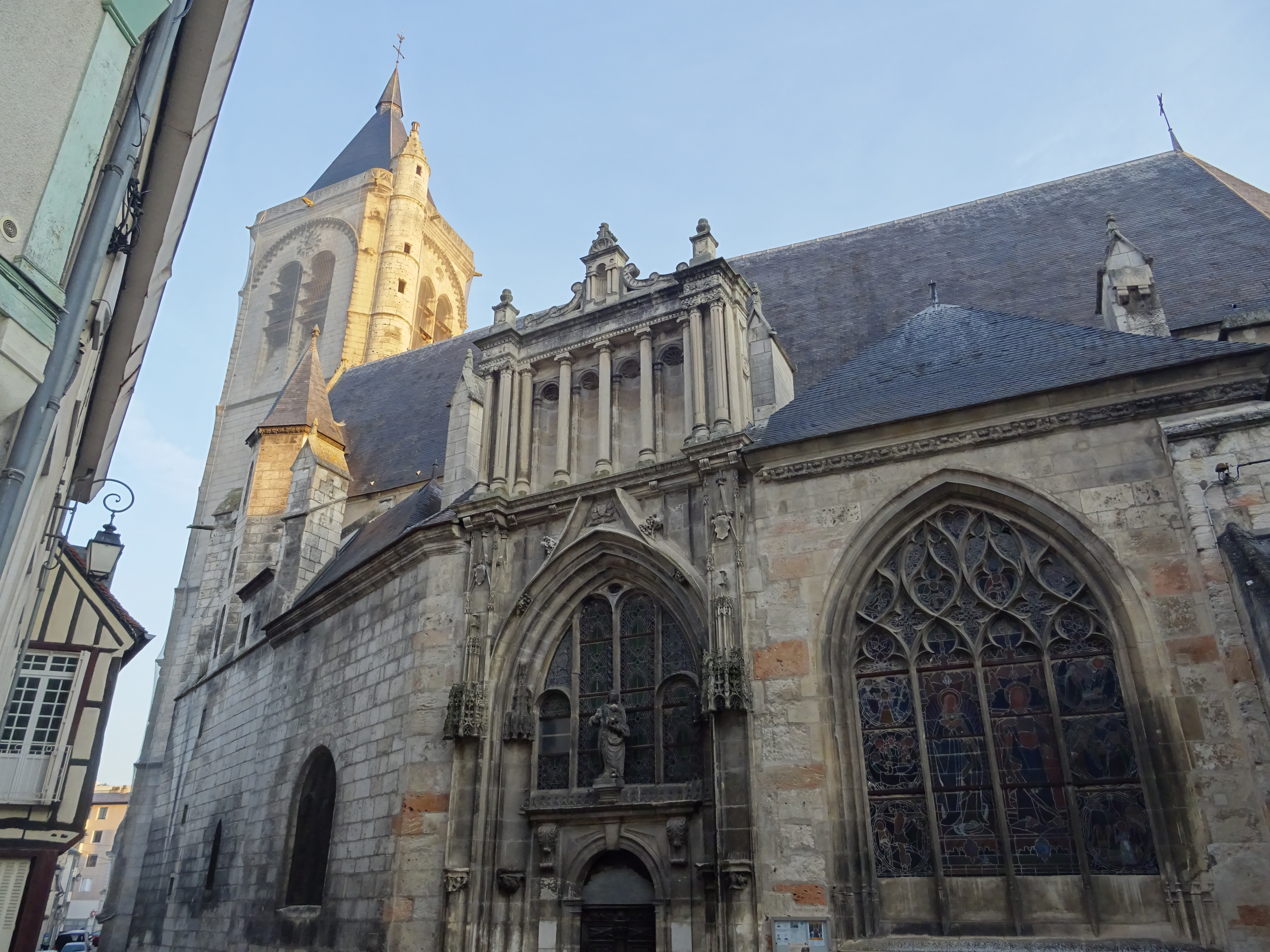
布尔日圣母堂
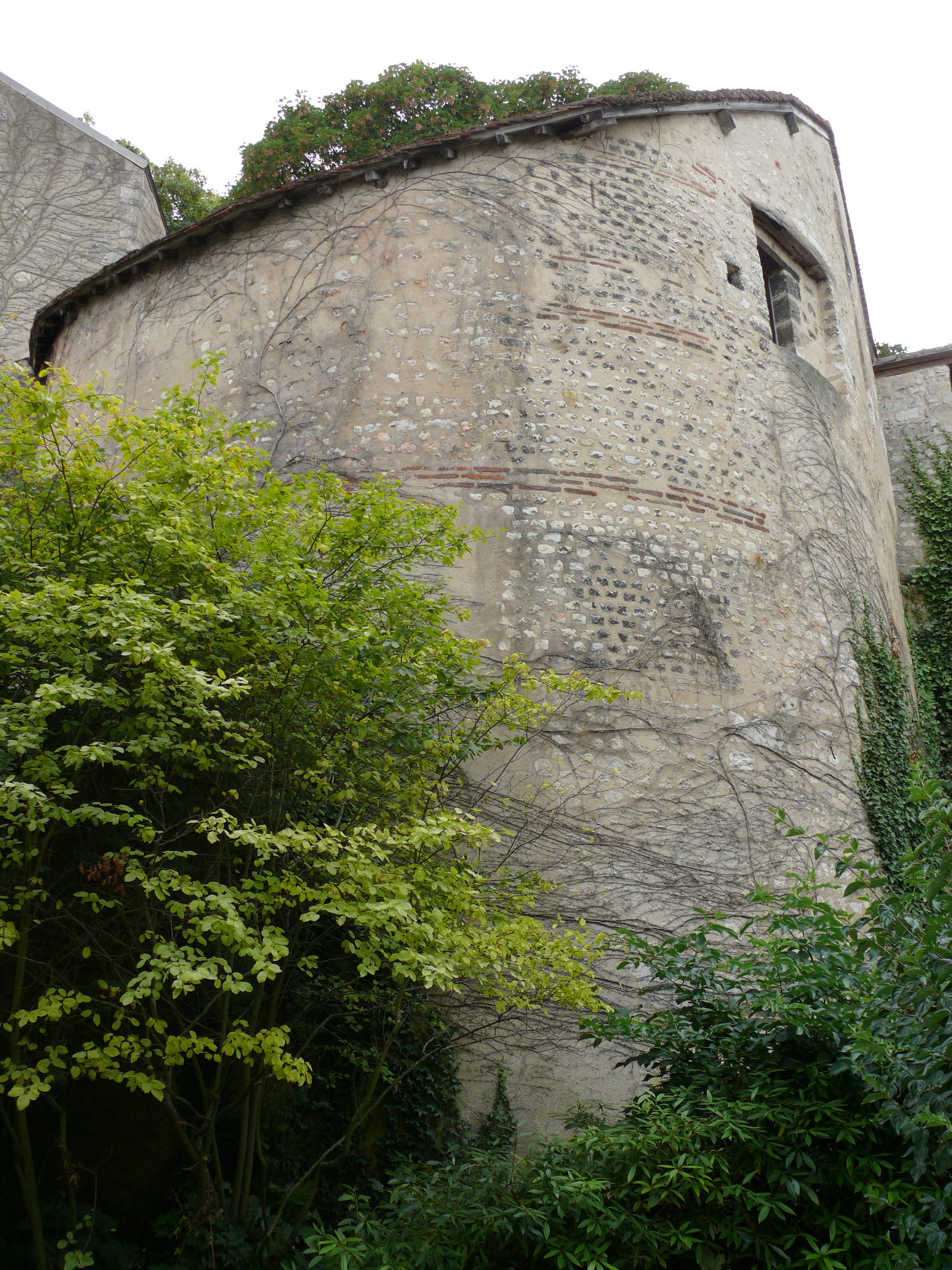
城墙碉楼
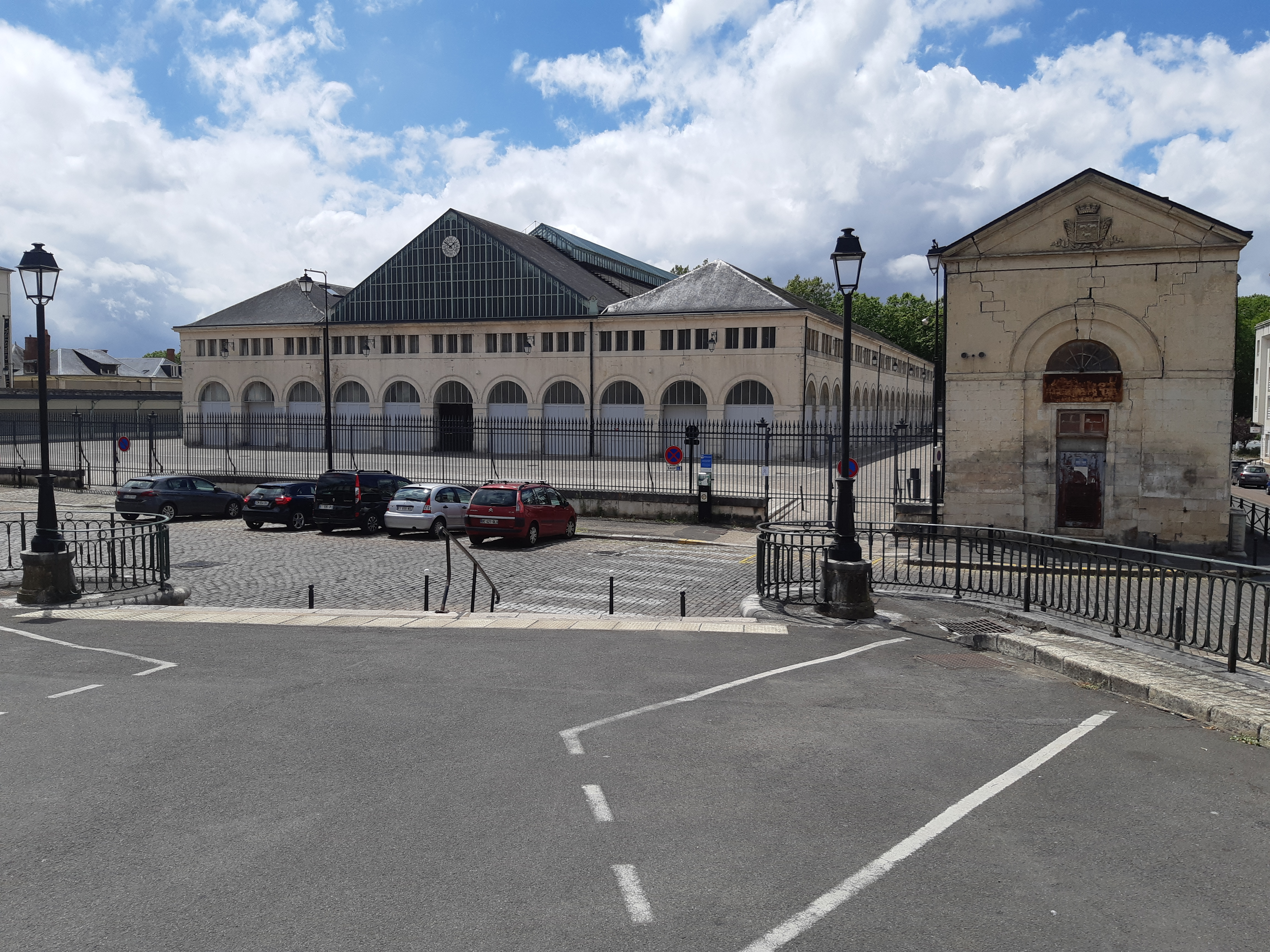
小麦交易大堂
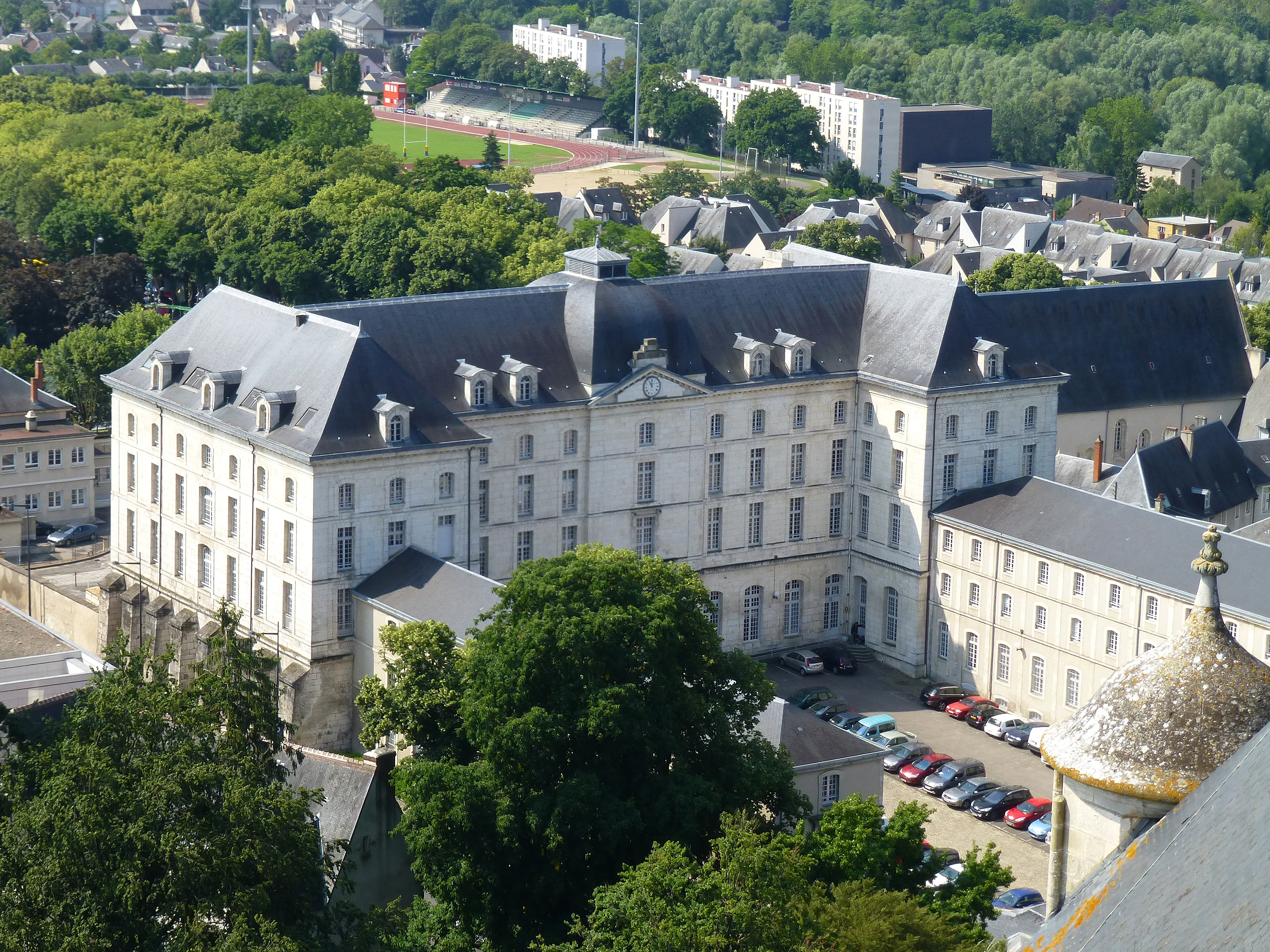
大讲堂 （现为行政中心）
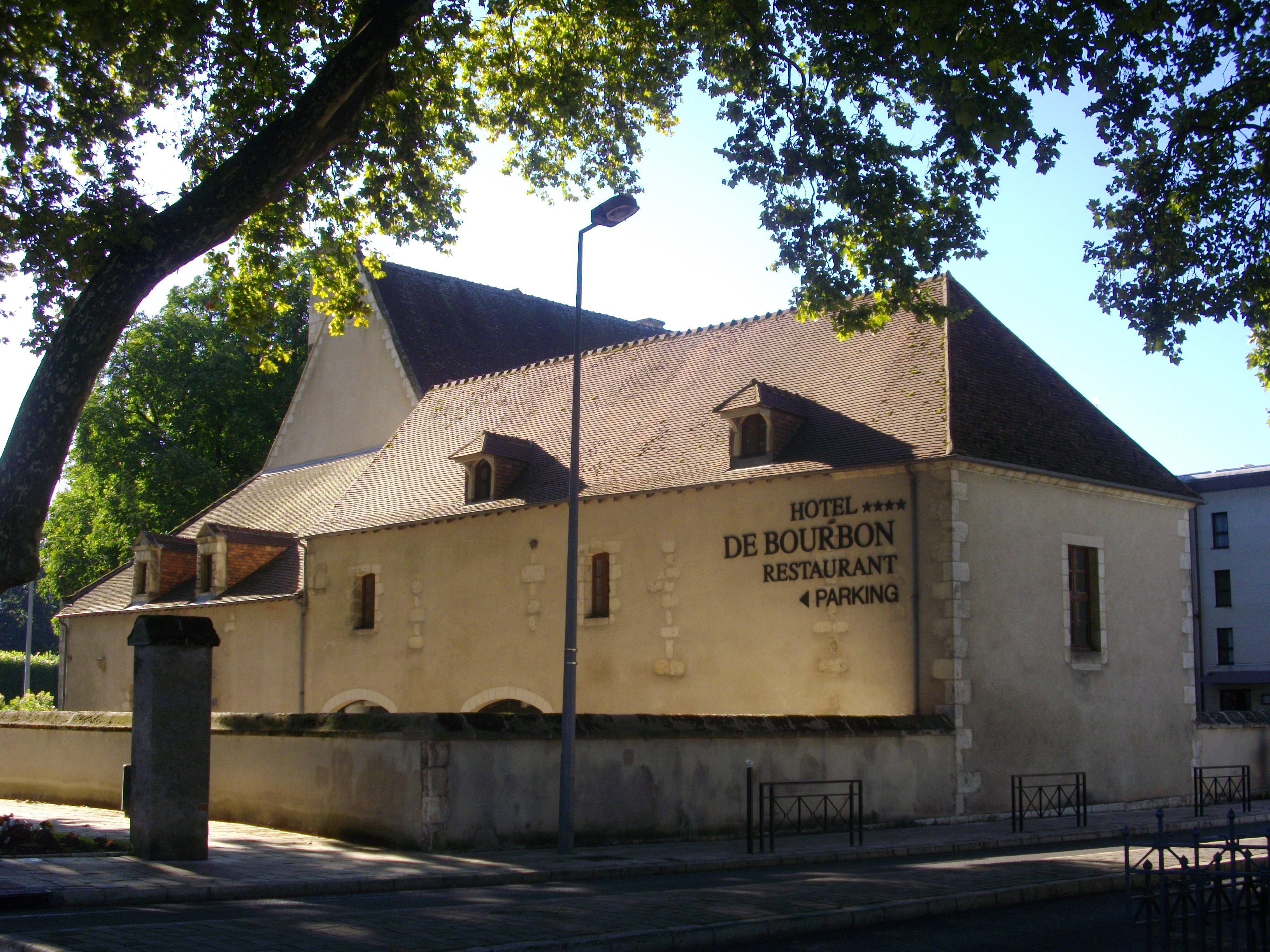
圣昂布鲁瓦修道院 （现为波旁酒店）

### 旅游
布尔日是法国中部重要的旅游城市之一，是艺术与历史之城，被《米其林旅游杂志》评为“三星级旅游推荐”（最高级别）。当地的旅游事务由其所属的公共社区负责。2020年，布尔日境内共有17家酒店共计850间房间；另有1个露营地，可容纳共107辆露营车。

### 媒体
法国主要的媒体均可在布尔日接收，法国电视三台下属的中央-卢瓦尔河谷大区频道在部分时段播出布尔日所属区域的地方新闻。《贝里共和人》是当地的一份地方性报刊，总部位于布尔日，覆盖了整个谢尔省，每天发行。

## 相关人物
贝里公爵约翰、法兰西国王查理七世、法兰西财政部长雅克·柯爾、法国总理亨利·布里松、地质学家阿尔贝·德拉帕朗、小说家儒勒·雷纳尔、精神病学家加埃唐·加添·德·克雷宏波、医学家让-克里斯托夫·吕芬、画家阿诺·库莱·德·弗雷吉尔和足球运动员埃马纽埃尔·伊莫鲁出生于布尔日。
宗教改革家约翰·加尔文曾在布尔日求学。

## 友好城市
截至2020年4月，布尔日共与以下6座城市互为友好城市。

| - 德国 奥格斯堡 - 葡萄牙 阿威罗 - 義大利 弗利 | - 波蘭 科沙林 - 西班牙 帕伦西亚 - 英格兰 彼得伯勒 |